# Les Cauchemars d'un chien
 (octobre 2024).
Les Cauchemars d'un chien (Gopher Broke) est un cartoon, réalisé par Robert McKimson et sorti en 1958, qui met en scène  les Goofy Gophers.